# دیوید برسوود
دیوید برسوود (انگلیسی: David Bressoud؛ زادهٔ ۲۷ مارس ۱۹۵۰) یک دانشمند در زمینه آنالیز ریاضی اهل ایالات متحده آمریکا است.